# The Magic Whip
The Magic Whip je osmé studiové album anglické rockové skupiny Blur, které bylo vydáno 27. dubna 2015.

## Seznam skladeb
Autory všech skladeb jsou Damon Albarn, Graham Coxon, Alex James a Dave Rowntree.
1. „Lonesome Street“ – 4:23
2. „New World Towers“ – 4:02
3. „Go Out“ – 4:40
4. „Ice Cream Man“ – 3:23
5. „Thought I Was a Spaceman“ – 6:16
6. „I Broadcast“ – 2:52
7. „My Terracotta Heart“ – 4:05
8. „There Are Too Many of Us“ – 4:26
9. „Ghost Ship“ – 4:59
10. „Pyongyang“ – 5:38
11. „Ong Ong“ – 3:06
12. „Mirrorball“ – 3:37

## Obsazení
- Damon Albarn – zpěv, klávesy
- Graham Coxon – kytara, doprovodné vokály
- Alex James – baskytara
- Dave Rowntree – bicí, perkuse